# Бои за Марави

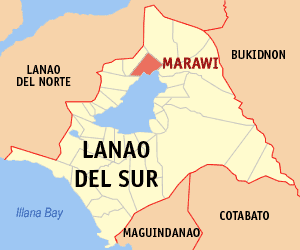

Бои при Марави или Битва за Марави (англ. Battle of Marawi) — вооружённый конфликт в городе Марави, провинция Южный Ланао, между филиппинским правительством и исламистскими вооружёнными группировками Мауте (подразделение ИГ) и «Абу Сайяф», который начался 23 мая 2017 года.
По официальной версии, столкновения начались, когда правительственные войска начали операцию в городе с целью захватить Иснилона Хапилона — лидера «Абу Сайяф», после получения информации, что Хапилон находится в городе, где, возможно, проходит его встреча с боевиками Мауте.
Силы Хапилона открыли огонь по армии и полицейским подразделениям, позднее к ним присоединились боевики группировки «Мауте», которые, возможно, несут ответственность за теракт в Давао в 2016 году.
Группировка Мауте напала на военную базу Ранао и на несколько зданий в городе, включая городскую галерею, Университет Минданао, больницу и городскую тюрьму. Также боевики захватили главную улицу и подожгли церковь Святой Марии, среднюю школу и колледж Дансалан.

## Предыстория
Вооружённые силы Филиппин (ВСФ) заявили, что боевые действия в Марави начались вследствие нападения боевиков в ходе операции, проводимой военными в сотрудничестве с Филиппинской Национальной полицией. Правительственные силы безопасности получили сообщение, что боевики «Абу Сайяф» во главе с Иснилоном Хапилоном были в Марави, чтобы, возможно, встретиться с боевиками «Мауте». Министерство юстиции США назвало Хапилона «самым разыскиваемым террористом», назначив награду в $5 млн за его поимку.

## Сражение

### 23 мая
Перестрелки между правительственными войсками и боевиками начались примерно в 14:00 23 мая 2017 года. Столкновение произошло в районе Башак Малутлут, когда Хапилон вызвал боевиков Мауте. Последние заняли больницу Амаи-Пакпак и приказали всем сотрудникам покинуть её. Боевики заменили филиппинский флаг на чёрное знамя, используемое Исламским государством.
103-я бригада филиппинской армии, дислоцированная в лагере Ранао, была атакована более чем пятьюстами боевиками группировки Мауте. Ряд боевиков, бродивших по улицам Марави, достали флаги ИГ.
Город был заблокирован; боевики Мауте подожгли несколько зданий и домов, несколько десятков боевиков заняли мэрию города, из двух тюрем были освобождены 107 заключённых. Из-за продолжающихся боёв были повреждены линии электропередач. Дороги в Марави были заблокированы как со стороны правительственных сил, так и со стороны боевиков.
По некоторым данным, боевики Мауте похищали мирных жителей; в частности, группировка похитила священника и несколько прихожан, потребовав от правительственных войск прекратить наступление.
Столкновения спровоцировали массовый отток жителей из города и прилегающих районов, ввиду чего быстро образовались многокилометровые пробки на пути в Илиган и Кагаян-де-Оро. По меньшей мере одиннадцать гражданских лиц были убиты в ходе продолжающейся перестрелки. Также был казнён сотрудник полиции.

## Ответ правительства
После начала боев президент Филиппин Родриго Дутерте объявил 23 мая в 22:00 в Минданао военное положение. Согласно Конституции 1987 года, военное положение будет длиться 60 дней. Помимо прочего, Дутерте решил сократить свой визит в Россию, где, в числе прочего, планировал выступить с лекцией в стенах МГИМО.
Вице-президент страны Лени Робредо призвала к единству, в то время как правительственные войска продолжают участвовать в перестрелке с местной террористической группировкой в Марави.

### 24 мая
24 мая прибыло подкрепление правительственных войск, военные восстановили контроль над больницей Амаи Пакпак. 120 мирных жителей были использованы в качестве живого щита группировкой «Мауте» для того, чтобы покинуть больницу. Филиппинские военные отбили мэрию и Университет Минданао.

### 25 мая
25 мая произошли бои в районе Южного Ланао. Боевики «Мауте» и «Абу Сайяф» были замечены на основных дорогах города и у мостов. Филиппинские военные начали бомбардировку трёх сёл, где были замечены остатки группировки.
Поступило сообщение, что два малайзийских террориста, которые были с Иснилоном Хапилоном в Марави, с целью создания исламского государства в Юго-Восточной Азии, были в числе боевиков, убитых в четверг вечером. Некоторые источники также сообщили, что в результате городских перестрелок были убиты саудовские арабы и индонезийцы, связанные с Исламским государством. 26 боевиков «Мауте» были убиты; по сообщениям террористов, в боях также было убито 39 военнослужащих филиппинской армии.

### 26 мая
На пресс-брифинге в Давао, бригадный генерал Реституто Падилья подтвердил, что в числе боевиков, участвующих в городских боях, есть граждане иностранных государств; шесть из двенадцати убитых в последней перестрелке боевиков — иностранцы. Падилья сообщил о малайзийцах, индонезийцах, сингапурцах и лицах неустановленной национальности, воюющих на стороне боевиков.

### 29 сентября
Вооруженные силы Филиппин завершили операцию по зачистке от террористов ключевого района города Марави. В ходе операции была также освобождена от боевиков мечеть Бато, ставшая ключевым местом обороны боевиков террористической организации «Мауте».

### 16 октября
К 16 октября с начала операции в городе Марави уничтожено более 820 боевиков, связанных с «Исламским государством».  Ликвидированы Иснилон Хапилон, главарь местной террористической группировки «Абу Сайяф», который ранее был назначен эмиром крыла террористической организации «Исламское государство» и Омархайам Мауте - главарь группировки «Мауте».

### 23 октября
Министр обороны Филиппин Дельфин Лоренсана заявил, что боевые действия в городе Марави против боевиков террористической группировки «Исламское государство»  прекращены.

## Реакция

### Социальные сети
Реакция на введение военного положения в социальных сетях была неоднозначной: некоторые жители выразили обеспокоенность введением чрезвычайного положения. На фоне сообщений о захвате «Мауте» общественных и частных учреждений в Марави, молитвы заполонили социальные сети во вторник днем с хештегом #PrayForMarawi. Многие филиппинские телеведущие выразили поддержку правительственным войскам в борьбе против террористической группировки «Мауте» в Минданао.

### Религия
Филиппинский Центр ислама и демократии осудил действия боевиков и заявил, что эти действия противоречат учению ислама. Мусульманская группа отметила, что инцидент произошёл в то время, когда мусульмане готовились к Рамадану, что только подтверждает противоречие исламу.